# Cervino

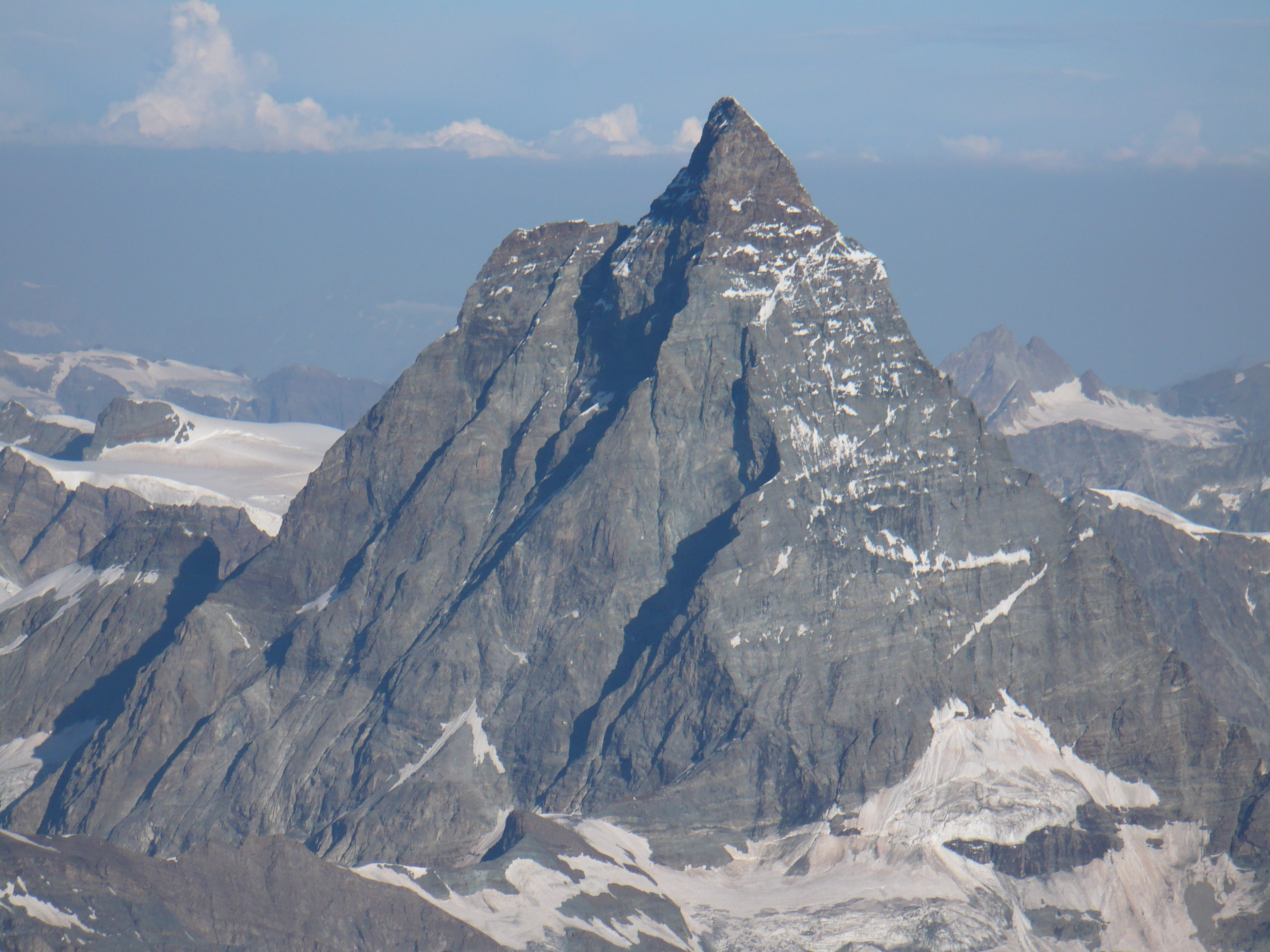
Vista de las caras meridional y oriental del Cervino desde el lado italiano.

El monte Cervino (en español e italiano), Matterhorn (en alemán), Mont Cervin o Le Cervin (en francés) o Hore u Horu (walser) es posiblemente la montaña más famosa de los Alpes por su espectacular forma de pirámide, muchas veces reproducida. Su cumbre, de 4478 metros, es la quinta cima más alta de los Alpes. Está localizada en la frontera entre Suiza e Italia. Queda encima de la ciudad de Zermatt, en el cantón del Valais, al noreste, y Breuil-Cervinia, en el Valle de Aosta, al sur.

## Nombre
El nombre alemán de la montaña, Matterhorn, deriva de las palabras Matte, que significa "prado", y Horn, que significa "cuerno". La migración del nombre "prado" de la parte inferior del país al pico es común en los Alpes. Los nombres en  italiano y francés (Cervino y Cervin) vienen de Mons Silvius (o Mons Sylvius), de la palabra latina silva, que significa bosque (de nuevo, con la migración del nombre de la parte inferior al pico). El cambio de la primera letra "s" a "c" se atribuye a Horace Bénédict de Saussure, quien pensó que la palabra se refería a un ciervo (en francés: cerf e italiano: cervo).
En la obra que Sebastián Münster, Cosmografía, publicó en 1543, se da el nombre de Matter al paso Theodul, y este parece ser el origen del actual nombre alemán de la montaña. En el plano topográfico de Münster, este grupo está marcado con los nombres de Augstalberg ("montaña de Aosta") y Mons Silvius. Una hipótesis de Josias Simler (De Alpibus Commentarius, 1574) sobre la etimología del nombre Mons Silvius fue adoptada de nuevo por T. G. Farinetti: "Silvio fue probablemente un jefe romano que pasó con sus legiones por la tierra de los salasios y sedunos, y quizá cruzó el paso Theodul entre estos dos lugares". Este Silvio pudo haber sido el mismo Servio Galba a quien César encargó abrir los pasos alpinos, que desde entonces los mercaderes se acostumbraron a cruzar con gran peligro y grave dificultad. Servio Galba, para cumplir las órdenes de César, pasó con sus legiones desde la tierra de los alóbroges (Saboya) a Octoduro (Martigny) en el Valais, y levantó su campamento allí. Los pasos que le ordenaron abrir desde allí no podían ser más que el San Bernardo, el Simplón, el Theodul y el Moro; por lo tanto parece probable que el nombre de Servio, de donde Silvio y más tarde Servin, o Cervin, se diera en su honor a la famosa pirámide". No se sabe exactamente en qué período el nuevo nombre de Servin, o Cervin, reemplazó el más antiguo, del que parece derivar.

## Altura

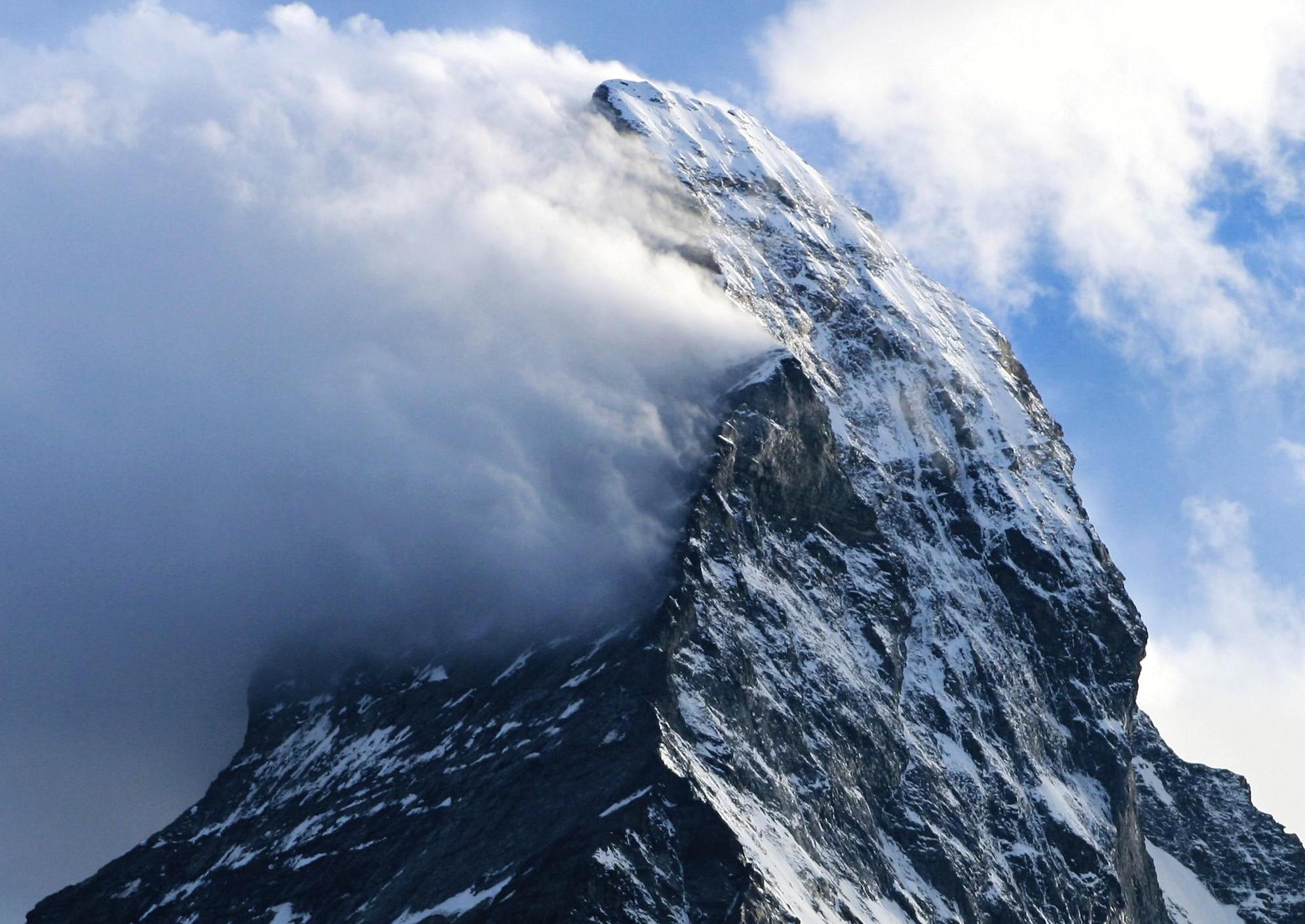
Típicas nubes orográficas en el Cervino.

El Cervino es una montaña aislada. Debido a su posición en la principal divisoria de aguas alpina y a su gran altura, el Cervino está expuesto a rápidos cambios de tiempo. Además sus empinadas laderas y su ubicación aislada favorecen la aparición de formaciones de nubes orográficas, con el aire fluyendo alrededor y creando vórtices, con condensación en el lado de sotavento.
El Cervino tiene dos cimas diferenciadas, situadas ambas en una arista rocosa de 100 metros de largo: la cumbre suiza (4477,5 m) en el este y la cumbre italiana (4476,4 m) en el oeste. Sus nombres provienen de los primeros ascensos, no por razones geográficas, ya que ambas están ubicadas en la frontera. En agosto de 1792, el geólogo y explorador ginebrino Horace Bénédict de Saussure hizo la primera medición de la altura del Cervino, usando una cadena de 50 pies de largo extendida en el glaciar Theodul y un sextante. Calculó una altura de 4501,7 metros. En 1868, el ingeniero italiano Felice Giordano midió una altura de 4505 metros, mediante de un barómetro de mercurio que subió hasta la cumbre. El mapa Dufour, que fue después seguido por los exploradores italianos, dio 4482 metros, o 14 704 pies, como la altura de la cumbre suiza.  Una medición reciente (1999) con tecnología GPS,  dio la altura del Cervino con una exactitud de un centímetro. El resultado fue 4477,54 m s. n. m.

## Geografía

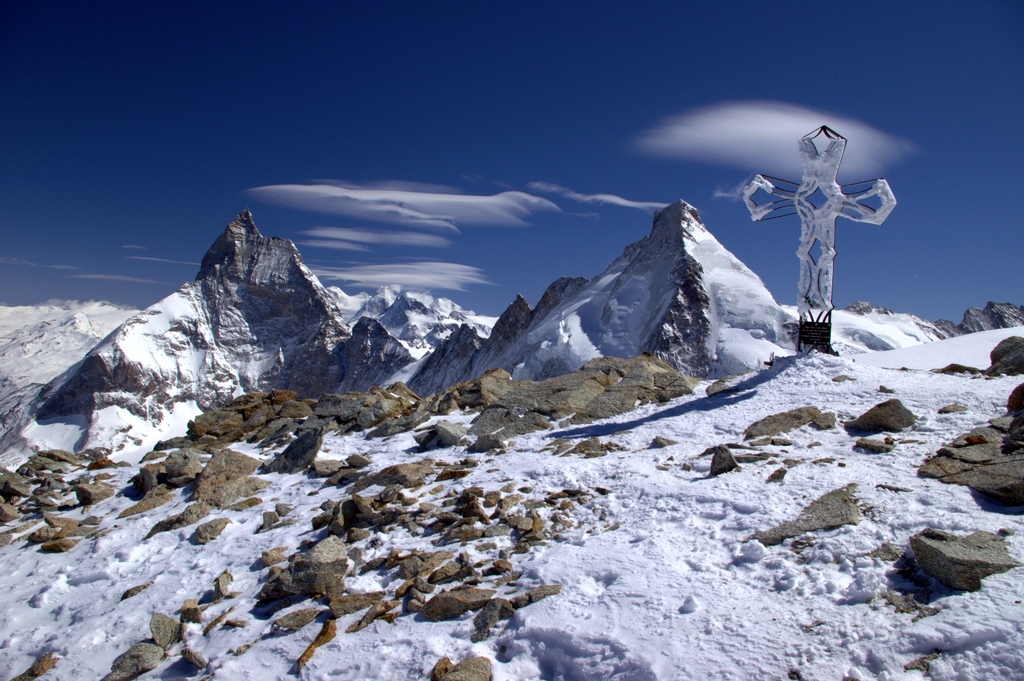
El Cervino y el Dent d'Hérens vistos desde Tête Blanche.

El Cervino tiene una forma piramidal con cuatro caras que apuntan a los cuatro puntos cardinales: las caras norte y este quedan encima, respectivamente, del valle de Zmutt y la arista Gorner (Gornergrat) en Suiza, la cara sur (la única sur de la frontera suizo-italiana) queda frente a la ciudad de Breuil-Cervinia, y la cara oeste mira hacia la montaña de Dent d'Hérens, que queda a caballo en la frontera. Las caras norte y sur se encuentran en la cumbre para formar una corta arista final de orientación este-oeste.

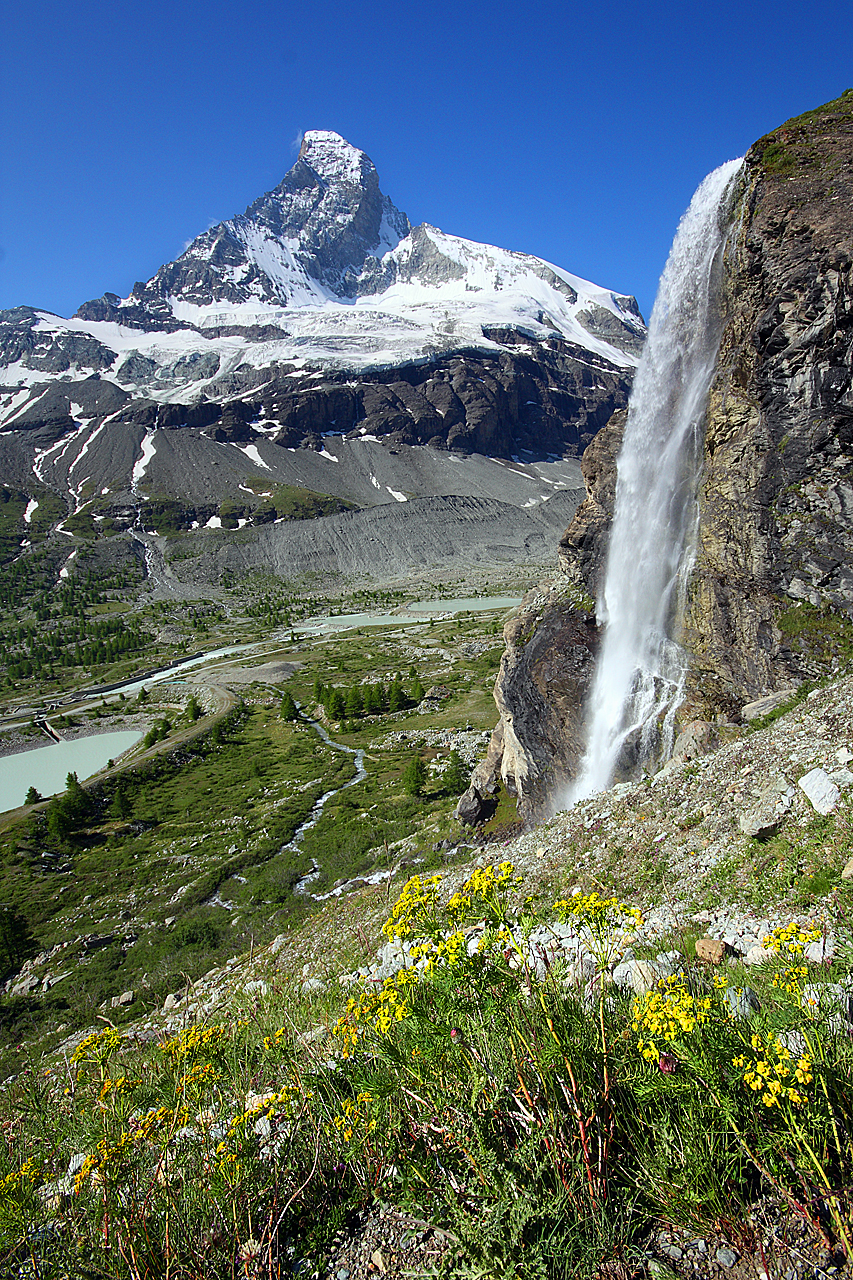
La cara norte vista desde el valle de Zmutt.

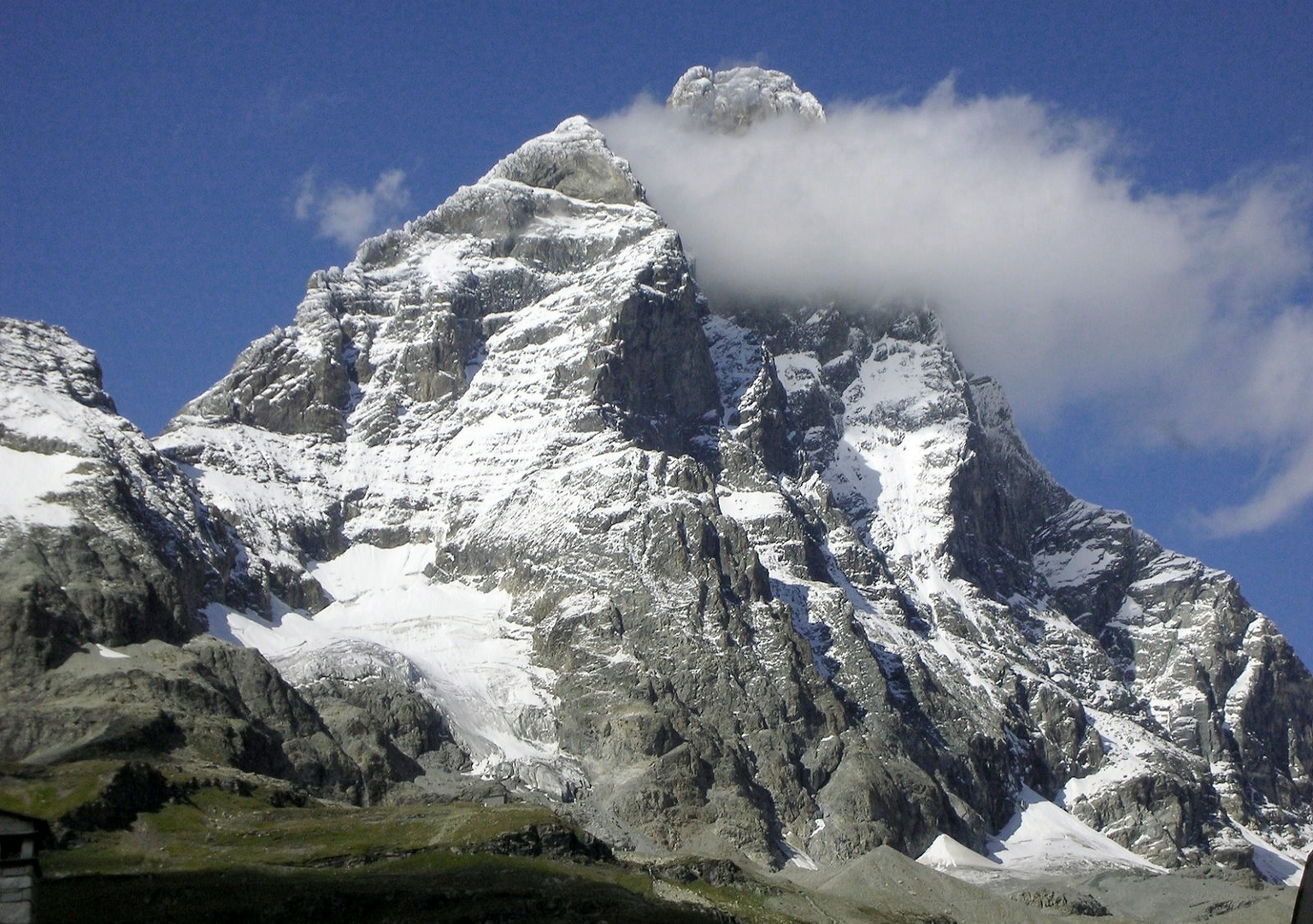
La cara sur.

Las caras son enormemente escarpadas y solamente se aferran a ellas pequeñas placas de nieve y hielo, con frecuentes aludes de nieve, que se acumula en los glaciares de la base de cada cara. El mayor es el glaciar Zmutt, al oeste. La arista Hörnli del noreste (la arista central vista desde Zermatt) es la vía normal de ascenso.
Caras bien conocidas son la este y la norte, visibles desde Zermatt. La cara este tiene mil metros de alto y, debido a que es "una larga, monótona ladera de rocas pésimas", presenta un alto riesgo de caída de rocas, lo cual hace que el ascenso sea peligroso. La cara norte tiene 1200 metros de alto y es una de las caras norte más peligrosas de los Alpes, en particular por su riesgo de caída de rocas y tormentas. La cara sur tiene 1350 metros de alto y ofrece muchas rutas diferentes. La cara oeste, la más larga, con 1400 metros, tiene el menor número de rutas de ascenso.

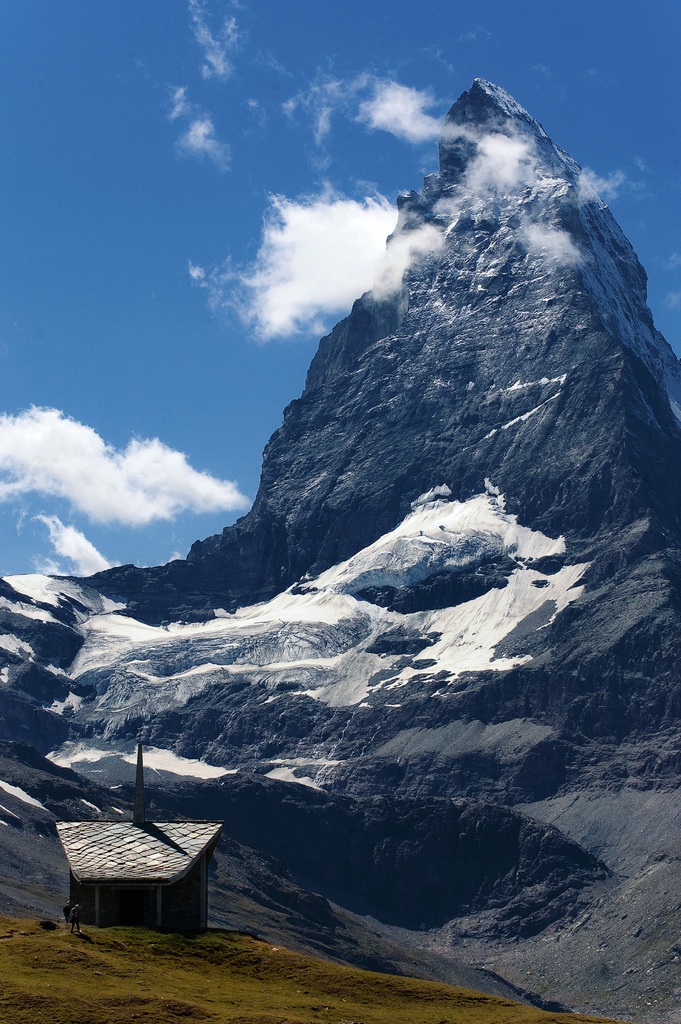
La cara este.

Las cuatro aristas principales que separan las cuatro caras son las principales rutas de ascenso. El menos difícil técnicamente, la arista Hörnli (Hörnligrat), queda entre la cara este y la norte, frente a la ciudad de Zermatt. Al oeste queda la arista Zmutt (Zmuttgrat), entre la cara norte y la oeste. Según Collomb, es "la ruta clásica para subir la montaña, su arista más larga, también la más deshilvanada". La arista León (Cresta del Leone), que queda entre la cara sur y la oeste, es la ruta italiana normal y cruza Pic Tyndall; Collomb comenta: "Una soberbia arista rocosa, la más corta de la montaña, hoy cubierta con muchas cuerdas fijas, pero un ascenso muy superior comparada con la Hörnli". Finalmente, la cara sur está separada de la este por la arista Furggen (Furggengrat), según Collomb "la más dura de las aristas [...] la arista todavía tiene una imponente reputación, pero no es demasiado difícil en buenas condiciones por el final indirecto".
La frontera entre Italia y Suiza es la principal divisoria alpina, separando las cuencas del Ródano al norte (Mar Mediterráneo) y el río Po al sur (Mar Adriático). El paso Theodul, ubicado entre el Cervino y el Klein Matterhorn, con 3300 metros, es el paso inferior entre el Valtournenche y el Mattertal. El paso fue usado como un cruce y ruta comercial para los romanos y los celtas romanizados entre el año 100 a. C. y el 400 d. C.
Mientras que el Cervino es el punto culminante del Valtournenche al sur, es solo uno de los muchos cuatromiles del valle Mattertal al norte, entre los que están el Weisshorn (4505 m), Dom (4545 m), Lyskamm (4527 m) y la segunda en altura en los Alpes: Monte Rosa (4634 m). Toda la cadena de montañas forman una corona de cimas alrededor de Zermatt. La región, llena de glaciares entre el Cervino y el Monte Rosa, está incluida en el Inventario Federal de Paisajes y Monumentos naturales.

## Geología
Aparte de la base de la montaña, el Cervino está compuesto por gneiss perteneciente a la isla tectónica Dent Blanche klippe, una parte aislada de las nappes austroalpinas, que queda por encima de los nappes penínicos. Los nappes austroalpinos son parte de la placa pullesa, un pequeño continente que se desgarró de África antes de la orogenia alpina. Por esta razón el Cervino ha sido popularizado como una montaña africana. Las nappes austroalpinas son muy comunes en los Alpes orientales.
El explorador y geólogo suizo Horace-Bénédict de Saussure, inspirado por la vista del Cervino, anticipó las modernas teorías de la geología:

Qué potencia tuvo que necesitarse para romper y barrer las partes que faltan de esta pirámide; porque no la vemos rodeada de restos de fragmentos; uno sólo ve otros picos —ellos mismos rotos hasta el suelo— cuyos lados, igualmente desgarrados, indican una inmensa masa de escombros, de la que no vemos rastro alguno en las proximidades. Sin duda este es ese escombro que, en forma de guijarros, hombros y arena, llena nuestros valles y nuestras llanuras.

### Formación

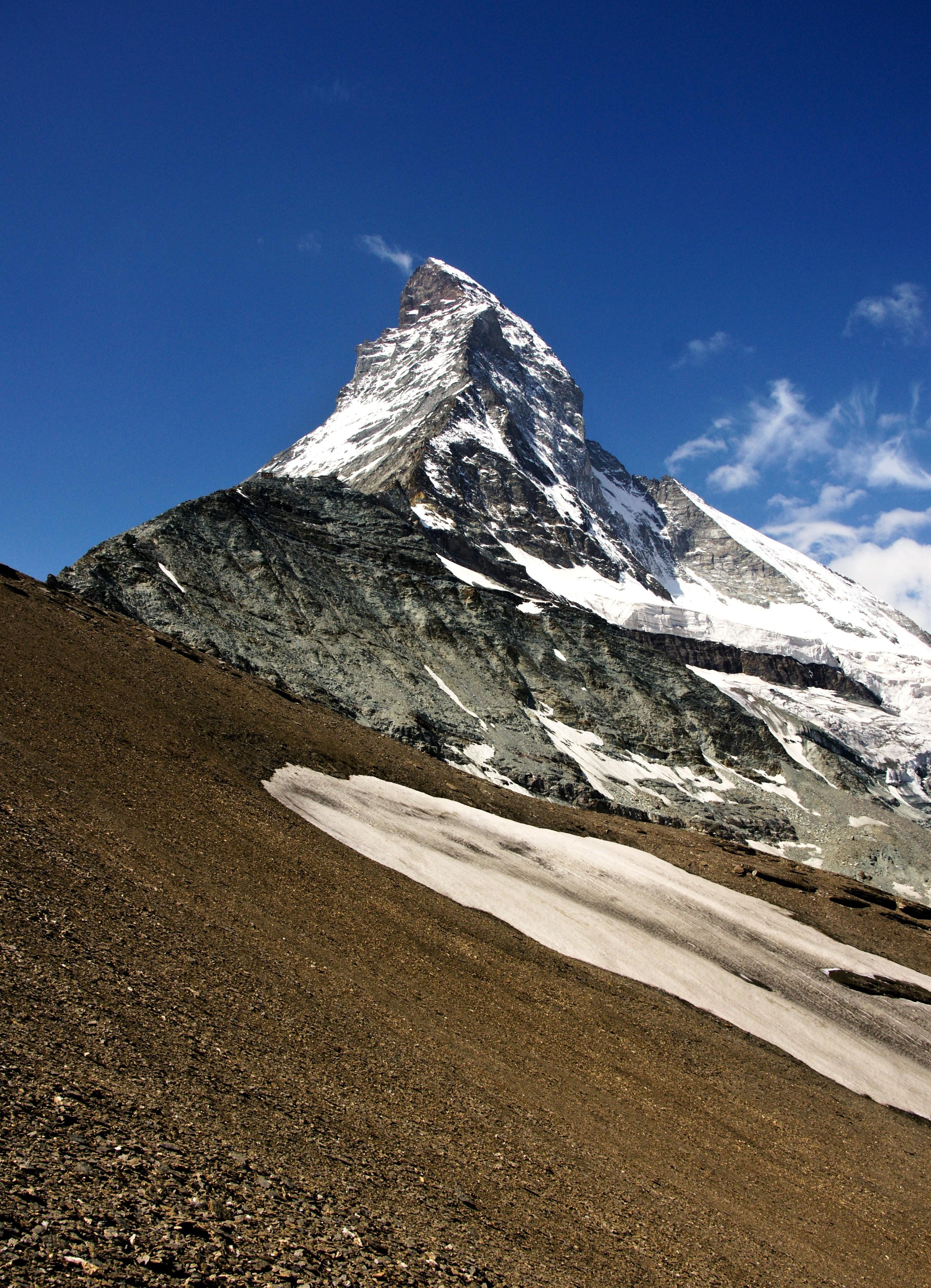
Pueden verse diferentes capas de roca: la parte inferior son rocas sedimentarias (amarilla); la parte media es nefrita de la corteza oceánica. En el pico en sí (sobre los seracs) hay gneisses del continente africano.

La formación del Cervino (y de toda la cordillera alpina) empezó con la ruptura del continente Pangea hace 200 millones de años en Laurasia (conteniendo Europa) y Gondwana (conteniendo África). Las rocas que forman el cercano Monte Rosa permanecieron en Laurasia, las que formaban el Cervino se ubicaron en Gondwana, separadas por el recientemente formado océano Tetis.
Hace 100 millones de años, la extensión del océano Tetis se detuvo y la placa pullesa se separó de Gondwana y se movió hacia el continente italiano. Esto dio como resultado el cierre de Tetis occidental por subducción bajo la placa pullesa (con el océano Piamonte-Liguria primero y el océano Valais más tarde). La subducción de la corteza oceánica deja restos aún visibles hoy en la base del Cervino (prisma de acreción). La orogenia en sí empezó después del fin de la subducción oceánica cuando la corteza continental europea colisionó con el continente pullés y dio como resultado la formación de nappes.
El Cervino adquirió su característica forma piramidal en tiempos mucho más recientes, por la erosión natural durante el último millón de años. A comienzos de la orogenia alpina, el Cervino era solo una montaña redondeada como una colina. Por su altura, está por encima de la línea de nieve y sus vertientes están cubiertas de hielo, resultado de la acumulación y compactación de la nieve. Durante el período más templado del verano, parte del hielo se funde y se filtra en el lecho de roca. Cuando se congela de nuevo, su dilatación (Gelifracción) fractura la roca formando un circo. Cuatro circos llevaron a la forma actual de la montaña. Debido a su forma reconocible, muchas otras montañas parecidas a lo largo del mundo fueron nombrados o apodados los "Matterhorn" de sus respectivos países o cordilleras.

### Rocas
La mayor parte de la base de la montaña queda en la nappe Tsaté, un resto de la corteza oceánica Piamonte-Liguria (ofiolitas) y sus rocas sedimentarias. Hasta los 3400 metros la montaña está compuesta por capas sucesivas de ofiolitas y rocas sedimentarias. Desde 3400 metros hasta la cumbre, las rocas son gneisses de la Dent Blanche nappe (nappes austroalpinos). Están divididos por la serie Arolla (debajo de 4200 m) y la zona Valpelline (la cima). Otras montañas en la región (Weisshorn, Zinalrothorn, Dent Blanche, Mont Collon) también pertenece a la Dent Blanche nappe.

## Alpinismo e importancia de la montaña
Desde el siglo XVIII los Alpes han atraído y fascinado a generaciones de exploradores y escaladores. El Cervino permaneció relativamente desconocido hasta 1865, pero el ascenso exitoso seguido por el trágico accidente de la expedición guiada por Edward Whymper causaron una fiebre sobre las montañas que rodean Zermatt.
La construcción del ferrocarril que unía el pueblo de Zermatt con la ciudad de Visp empezó en 1888. El primer tren alcanzó Zermatt el 18 de julio de 1891 y toda la línea se electrificó en 1930. Desde 1930, el pueblo está directamente conectado con St. Moritz por el tren panorámico Glacier Express. Sin embargo, no hay conexión con el pueblo de Breuil-Cervinia en el lado italiano. Los viajeros tienen que contratar guías de montaña para cruzar el glaciar paso Theodul de 3300 metros, que separa las dos localidades. La ciudad de Zermatt permanece completamente libre de coches y puede alcanzarse solo por tren.

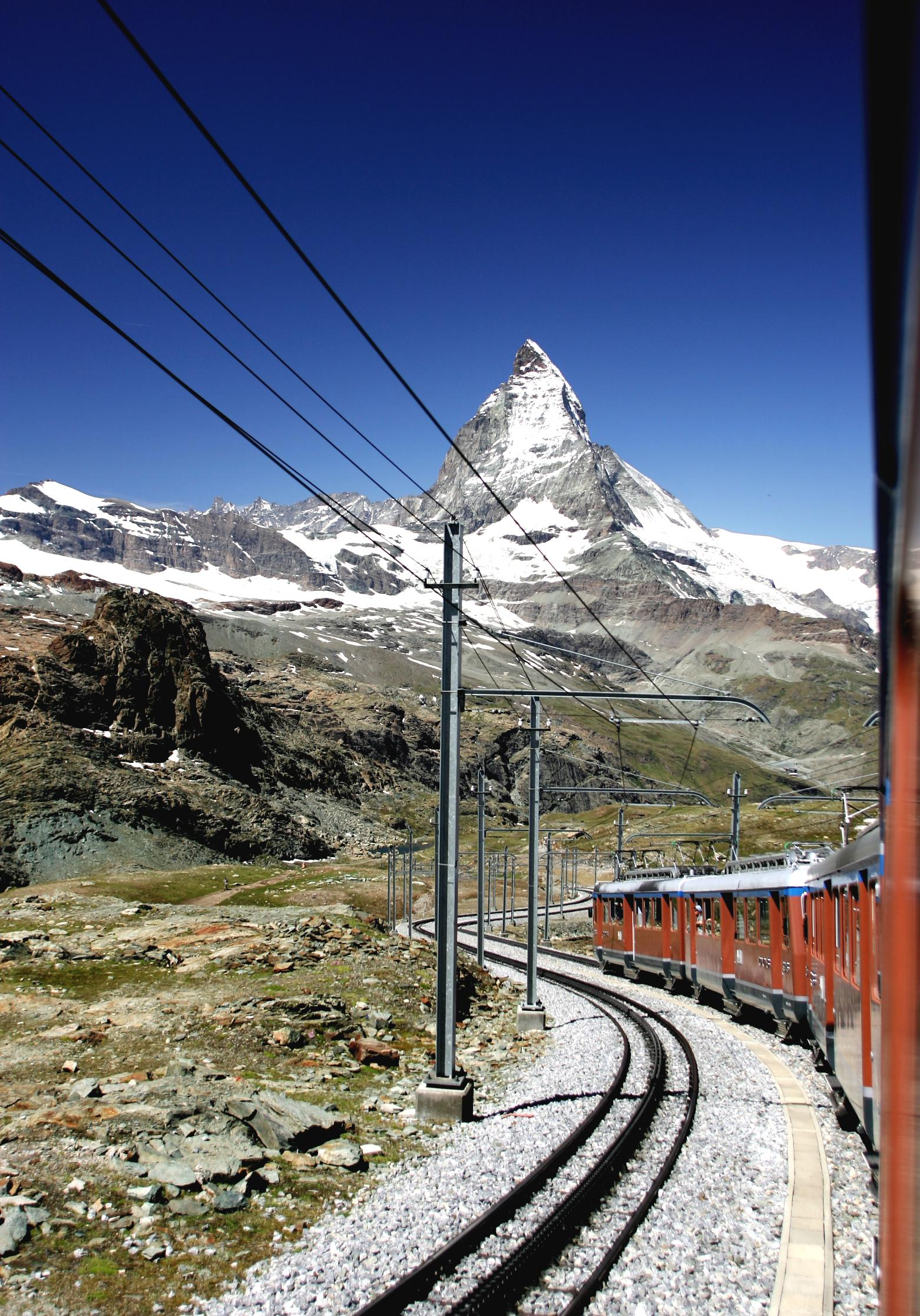
Vista desde el tren a la Arista Gorner (Gornergrat).

Se han construido ferrocarriles y teleféricos para hacer más accesibles algunas cimas de la zona. El tren Gornergrat, que alcanza una altitud récord de 3100 metros, se inauguró en 1898. Zonas servidas por teleférico son el Unterrothorn y el Klein Matterhorn (Pequeño Matterhorn) (3883 m, el sistema de transporte más alto de Europa). La cabaña Hörnli (3260 m), punto de partida de la ruta normal por la arista Hörnli, se alcanza fácilmente desde Schwarzsee (2600 m) también frecuentado por escaladores. Tanto Zermatt como Cervinia funcionan como centros de esquí durante todo el año y están conectados por remontes sobre el paso Theodul. Actualmente se proyecta un teleférico que iría desde Testa Grigia al Klein Matterhorn para el año 2014 y uniría el lado suizo y el italiano del Cervino.
El Museo Matterhorn (Zermatt) relata la historia general de la región, del alpinismo al turismo. En el museo, que tiene la forma de un pueblo de montaña reconstruido, los visitantes pueden revivir el primer y trágico ascenso del Cervino y ver los objetos que pertenecieron a los protagonistas.
La Vuelta del Cervino puede efectuarse por senderistas en alrededor de diez días. Considerado por algunos como uno de los más bellos senderos en los Alpes, sigue muchos antiguos caminos que llevan siglos uniendo los valles italianos y suizos. El circuito incluye prados alpinos, sendas de terrazas, grandes bosques y cruces glaciares. Conecta seis valles abrazando tres culturas diferentes: el Alto Valais de habla alemana, el Valais Central de habla francesa y el Valle de Aosta, de habla italiana. Se necesitan buenas condiciones físicas para rodear el pico. Después de alcanzar Zinal por los pasos Augstbord y Meiden, el senderista cruza el Torrent antes de llegar a Arolla. Luego debe cruzarse el Col Collon por la carretera a Prarayer y otro a Breuil-Cervinia y de vuelta a Zermatt a través del Theodul. En total, siete pasos entre 2800 y 3300 metros en un terreno relativamente difícil.

## Historia
El Cervino fue la última de las montañas principales de los Alpes en ser escalada, no tanto por su evidente dificultad técnica, sino también por el miedo que inspiró en los primeros montañeros. Las primeras tentativas serias comenzaron alrededor de 1858, sobre todo del lado italiano. A pesar de las apariencias, las rutas meridionales son más duras y las cordadas se encontraron repetidas veces con difíciles pasos de roca que les hicieron desistir. Estos primeros intentos fueron llevados a cabo principalmente por cazadores de la zona de Valtournenche, de las familias Pression y Pelissier. En julio de 1860, lo intentaron los hermanos de Liverpool Alfred, Charles y Sandbach Parker, que llegaron a poco menos de 3700 metros. En agosto de ese mismo año fue el turno de Vaughan Hawkins y su grupo, que guiados por J.J. Bennen llegaron a los 3962 metros de altura.
Su primer ascenso marcó el final de la edad de oro del alpinismo. Lo logró el 14 de julio de 1865 una cordada liderada por Edward Whymper. Acabó trágicamente, cuando cuatro de sus miembros cayeron y murieron en el descenso. Ascendiendo por la arista Hörnli,  alcanzaron la cumbre Edward Whymper, Charles Hudson, Lord Francis Douglas, Douglas Hadow, Michel Croz y Peter Taugwalder padre e hijo. Encontraron considerablemente más fácil de lo esperado. Sin embargo, en el descenso Hadow resbaló, golpeando a Croz en los pies y arrastrando a Hudson y Douglas con él. Los siete estaban atados juntos, y podrían haber muerto todos, pero la cuerda se rompió, enviando a los cuatro citados hacia la muerte en el glaciar del Cervino, 1400 metros más abajo. Más tarde, se encontraron sus cuerpos, salvo el de Douglas, y se enterraron en la capilla de Zermatt.
Tres días más tarde, el 17 de julio, una cordada conducida por Jean-Antoine Carrel alcanzó la cumbre del lado italiano. Julio Elliott realizó la segunda ascensión por el lado de Zermatt en 1868 y poco después Juan Tyndall hizo cumbre.  En 1871 Lucy Walker se convirtió en la primera mujer que alcanzó la cima de la montaña, seguida algunas semanas más tarde por su rival Meta Brevoort.
William Penhall y sus guías realizaron el primer ascenso (parcial) de la cara oeste, el más desconocido y escondido Cervino, una hora después del primer ascenso de Mummery de la arista Zmutt el 3 de septiembre de 1879. No fue hasta 1962 que la cara oeste se ascendió por completo. El ascenso se hizo el 13 de agosto por Renato Daguin y Giovanni Ottin. En enero de 1978, siete guías alpinos italianos consiguieron ascender en invierno por la ruta que en 1962 abrieron Daguin y Ottin, no repetida hasta entonces. En el descenso, una intensa tormenta los atrapó (acumuló dos metros de nieve en Breuil-Cervinia y Zermatt), y su logro quedó empañado cuando uno de los escaladores murió durante el descenso.
La cara norte fue uno de los últimos grandes problemas de los Alpes hasta que fue escalada en el año 1931. Para triunfar en la cara norte, se precisa una buena técnica de escalada en hielo y habilidad para encontrar la ruta. El 31 de julio-1 de agosto de 1931, los hermanos Franz y Toni Schmid consiguieron la primera ascensión. Alcanzaron la cumbre al final del segundo día, después de un vivac. Debido a que habían mantenido en secreto sus planes, su ascenso fue una completa sorpresa. Además, los dos hermanos habían viajado en bicicleta desde Múnich y después de su exitoso ascenso, pedalearon de vuelta a casa. El 3-4 de febrero de 1962, Hilti von Allmen y Paul Etter consiguieron el primer ascenso en invierno. El primer ascenso en solitario lo hizo en cinco horas Dieter Marchart el 22 de julio de 1959. Walter Bonatti ascendió la "Directa Cara Norte" en solitario entre el 18 y el 22 de febrero de 1965.
Después del ascenso de Bonatti, los mejores alpinistas aún estaban preocupados por el último gran problema: la "Nariz de Zmutt", un saliente en el lado de la derecha de la cara norte. En julio de 1969, los italianos Alessandro Gogna y Leo Cerruti intentaron resolver el problema: ello les llevó cuatro días, aunque evitaron su parte más empinada. En julio de 1981, el suizo Michel Piola y Pierre-Alain Steiner superaron la Nariz de Zmutt siguiendo una ruta directa, la Piola-Steiner.
El primer ascenso de la cara sur lo hizo E. Benedetti con los guías L. Carrel y M. Bich el 15 de octubre de 1931, y el primer ascenso completo de la cara este lo hicieron E. Benedetti y G. Mazzotti con los guías L. Carrel, M. Bich y A. Gaspard el 18-19 de septiembre de 1932.
En agosto de 2013, Kilian Jornet logró el récord de velocidad de ascenso y descenso del Cervino desde la localidad de Cervinia por la arista Lion, con un tiempo de 2 horas 52 minutos y 2 segundos.
El Cervino es uno de los picos más mortíferos de los Alpes. Desde 1865 —cuando fue escalado por vez primera— hasta 1995, han fallecido 500 alpinistas.
El Cervino se ha convertido en un emblema icónico de los Alpes Suizos en particular y de los Alpes en general. Desde el final del siglo XIX, cuando se construyeron los ferrocarriles, atrajo cada vez a más visitantes y escaladores. Cada verano, un gran número de montañeros intentan escalarlo a través de la arista Hörnli, la ruta más popular hasta la cumbre.

## Rutas de ascenso
|         | Rutas   | Comienzo                                          | Tiempo de ascenso | Dificultad |
| ------- | ------- | ------------------------------------------------- | ----------------- | ---------- |
| Aristas | Hörnli  | Cabaña Hörnli                                     | 6 horas           | AD+/III+   |
| Aristas | Zmutt   | Cabaña Hörnli (o Cabaña Schönbiel)                | 7-10 horas        | D/IV       |
| Aristas | Lion    | Cabaña Carrel                                     | 5 horas           | AD+/III    |
| Aristas | Furggen | Vivac Bossi                                       | 7 horas           | TD/V+      |
| Caras   | Norte   | Cabaña Hörnli                                     | 14 horas          | TD/V       |
| Caras   | Oeste   | Cabaña Schönbiel                                  | 12 horas          | TD/V+      |
| Caras   | Sur     | Refugio Duque de los Abruzos (Duca degli Abruzzi) | 15 horas          | TD+/V+     |
| Caras   | Este    | Cabaña Hörnli                                     | 14 horas          | TD         |

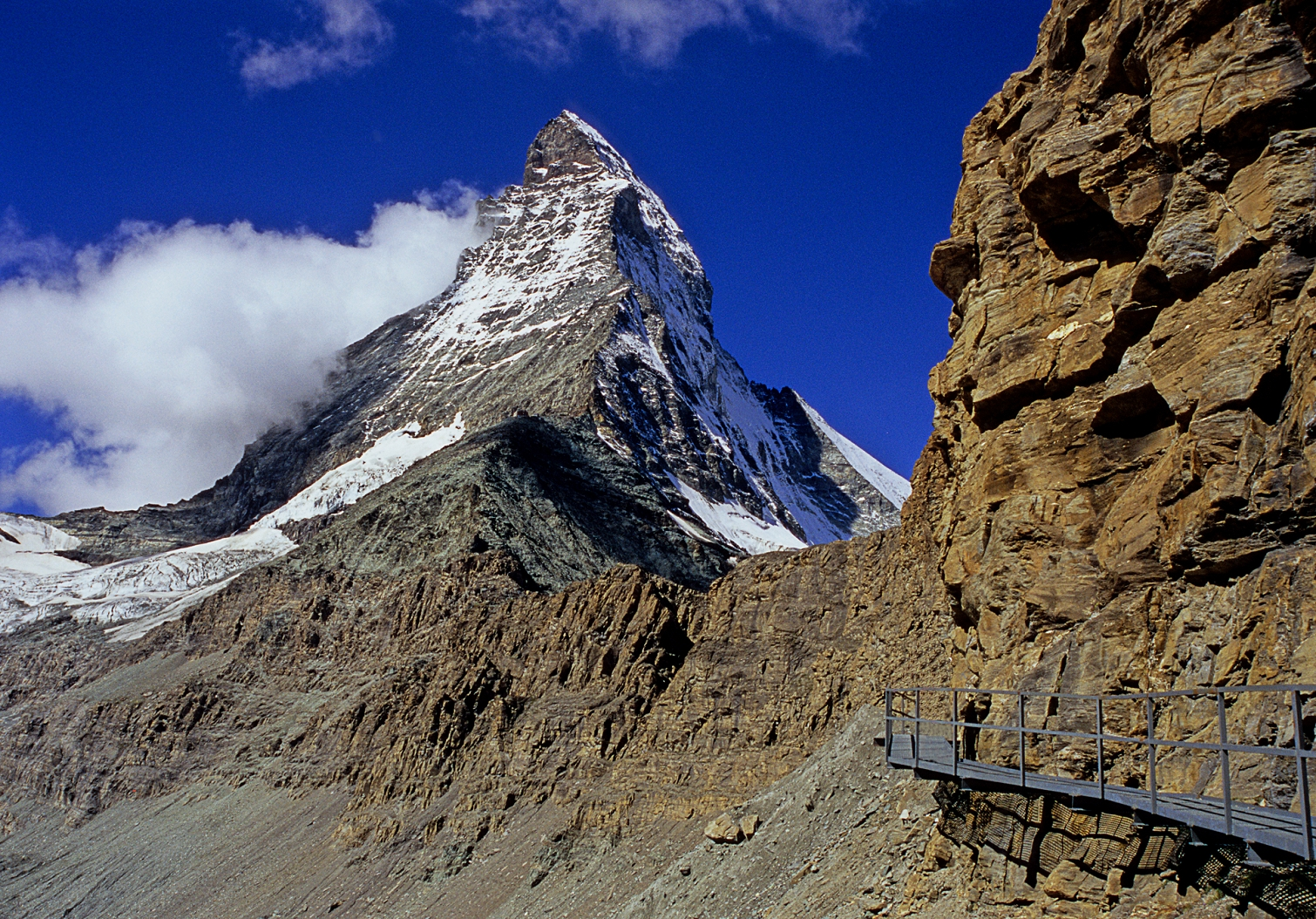
De camino a la cabaña Hörnli.

Hoy, ya han sido ascendidas todas las aristas y caras del Cervino y en todas las estaciones. Cada verano, los guías de montaña acompañan a cientos de clientes por la ruta noreste Hörnli. Según los estándares modernos, la subida es bastante difícil (AD Dificultad), pero no demasiado dura para montañeros entrenados. Hay cuerdas fijas en partes de la ruta para ayudar. Aun así, varios escaladores mueren cada año debido a un número de factores incluyendo la inexperiencia, caída de rocas, y rutas masificadas.
La ruta más común es tomar en Zermatt el teleférico Schwarzsee para continuar hasta la cabaña Hörnli (Hörnli-hütte, 3260 m), un gran edificio de piedra en la base de la Arista de Hörnli, en el que se pasa la noche. Al día siguiente se comienza muy temprano (a las 2-3:30 a. m.), para tener tiempo de alcanzar la cumbre y descender antes de que aparezcan las nubes y las tormentas de la tarde. La Cabaña Solvay ubicada en la arista a 4003 m puede usarse solo en caso de emergencia.
Otras rutas en la montaña incluyen la Arista italiana (León), cuyo grado dificultad es AD, la Arista Zmutt (dificultad D) y la ruta de la cara norte, una de las seis grandes caras norte de los Alpes (se gradó de dificultad es TD+).

## Estadísticas

### Ascensos y muertes
Cada temporada, de 2500 a 3000 alpinistas tratan de conquistar la cima. En los días de mayor afluencia pueden ser hasta más de cien alpinistas. El 70 % de los alpinistas eligen la ruta más fácil y conocida a través del Hörnligrat. Cada temporada, alrededor de 80 misiones de rescate deben llevarse a cabo en helicóptero.
Desde la primera ascensión, no ha pasado un año sin que se haya producido un accidente fatal en el Monte Cervino. Cada año, de ocho a diez personas mueren en accidentes. Desde la primera ascensión, hace casi 150 años, más de 500 personas han muerto en el Cervino, la mayoría de ellas en el lado suizo. En ninguna otra montaña de Suiza mueren tantos alpinistas. Entre 1981 y 2011, 223 alpinistas murieron en el lado suizo, 207 de ellos como resultado de una caída, cinco como resultado de la caída de rocas, tres como resultado de una congelación, tres como resultado de una caída en una cuerda y tres como resultado de una operación de búsqueda. 21 alpinistas caídos aún no han sido recuperados y siguen desaparecidos.
Un esquiador muerto encontrado en la montaña en 2005 fue identificado en 2018 como el francés Joseph Leonce Le Masne (*1919), desaparecido en 1954.

### Récords
- El italiano Bruno Brunod necesitó 2 horas y 12 minutos para la ascensión en 1995. El español Kilian Jornet batió este récord en 2013 y escaló la montaña desde Italia en 1 hora y 56 minutos. Incluyendo el descenso, Jornet alcanzó un tiempo de 2 horas y 52 minutos.[31]
- El 22 de abril de 2015, el suizo Dani Arnold batió este récord. Consiguió el ascenso en solitario más rápido de la cara norte del Cervino en 1 hora y 46 minutos.[32]
- El guía de montaña Richard Andenmatten (Zermatt) ha escalado el Cervino más de 850 veces.
- El guía de montaña de Zermatt Ulrich Inderbinen escaló el Cervino 371 veces y más recientemente a la edad de 89 años.

- En Disneyland hay una montaña rusa llamada Matterhorn Bobsleds, que simula un viaje en bobsled por el Cervino.
- Fue elegido finalista para las Siete maravillas naturales del mundo. Se puede votar por él clicando aquí:
- En el capítulo King of the Hill de la serie Los Simpson se le hace referencia.
- En el envoltorio de los productos Toblerone (Kraft) aparece el pico del Monte Cervino.
- En el videojuego Gran Turismo aparecen pistas jugables donde se aprecia la montaña.
- En 1989 el monte Cervino fue el motivo central del logotipo del XXXIV Festival de la Canción de Eurovisión, celebrado aquel año en la ciudad suiza de Lausana.

## Véase también

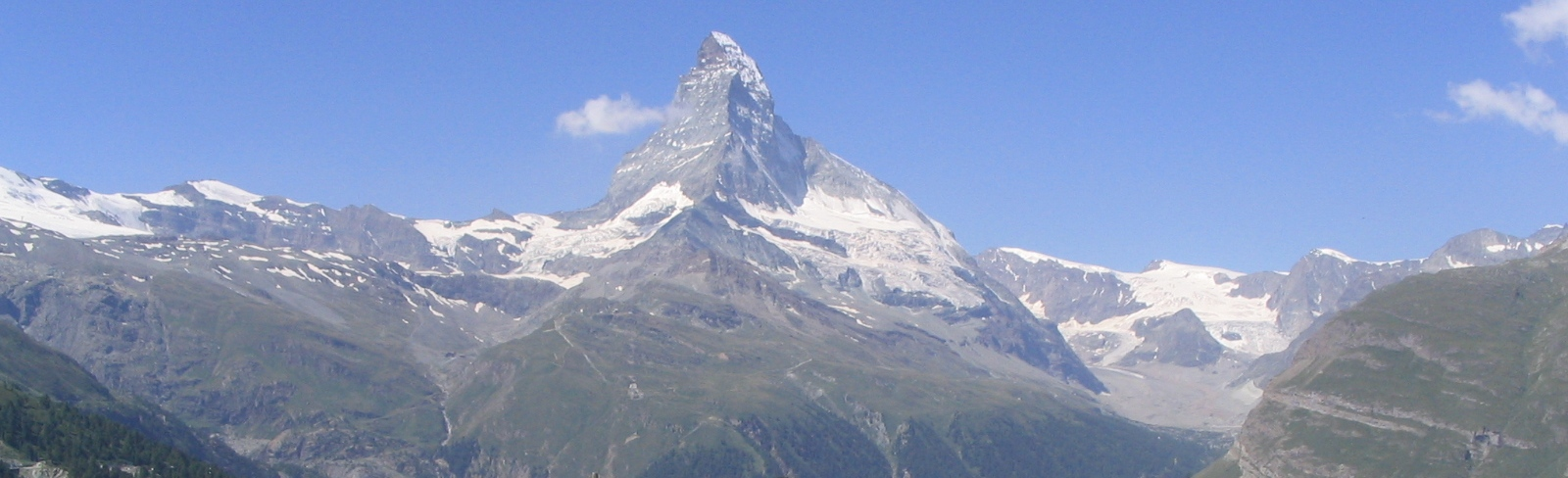
Vista panorámica del valle del Cervino desde Sunnegga.